# 天作会
天作会（てんさくかい）は、日本の美術団体。

## 概要
ウナックトウキョウの美術評論家・海上雅臣と井上有一の間で取り交わされた往復書簡で海上は、書、絵画、写真など、ジャンルを超えた新しい美術団体「天作会」を作ろうと提案する。
有一の死後、ウナックトウキョウによるカタログ・レゾネの発刊が終わり、海上は第1回目の「井上有一に捧ぐ「書の解放」展ー天作会ー」を2004年に目黒区美術館区民ギャラリーにて行う。同展覧会には、井上有一の元同僚である石川千乃のほか、墨人会の樋口雅山房、中森博文、村木享子、是枝千枝らが出品した。このうち、樋口、中森、村木は第1回目のみの参加となり、第2回以降第9回まで、書家の山本尚志が事務局を担当する。山本は2017年以降は天作会から関わりを絶ち、ART SHODOを立ち上げている。

## 実施内容
- 第1回 2004年 6月15日〜20日 目黒区美術館区民ギャラリー

参加作家：石川千乃、海上晴安、加藤秀麻、是枝千恵子、佐々木豊明、三代目魚武濱田成夫、菅原晋、中森博文、樋口雅山房、日野公彦、村木享子、山本尚志、一了
- 第2回 2005年6月28日〜7月3日 目黒区美術館区民ギャラリー

参加作家：石川千乃、海上晴安、加藤秀麻、是枝千恵子、佐々木豊明、三代目魚武濱田成夫、菅原晋、日野公彦、柳さやか、山本尚志、一了、ニコライ・ウェルシュ、クラウディア・シュピールマン
-招待出品-　井上 有一、高橋睦郎
- 第3回 2006年 10月4日〜8日 三鷹市芸術文化センター

参加作家：石川千乃、海上晴安、加藤秀麻、是枝千恵子、佐々木豊明、三代目魚武濱田成夫、菅原晋、日野公彦、山本尚志、一了、ニコライ・ウェルシュ、クラウディア・シュピールマン、トーマス・バウムヘルケ、ヴァリー・バサタ
-招待出品-　井上 有一、徐廷柱
- 第4回 2009年 6月10日〜14日 三鷹市芸術文化センター

参加作家：石川千乃、海上晴安、加藤秀麻、是枝千恵子、佐々木豊明、三代目魚武濱田成夫、菅原晋、日野公彦、山本尚志、一了、クラウディア・シュピールマン、トーマス・バウムヘルケ、呂子真
-招待出品-　井上 有一、永田耕衣
- 第5回 2011年 12月7日〜11日 三鷹市芸術文化センター

参加作家：石川 千乃、一 了、海上 晴安、クラウディア・シュピールマン、是枝 千恵子、佐々木 豊明、三代目魚武濱田成夫、菅原晋、トーマス・バウムヘルケ、日野 公彦、山本 尚志、呂子真
-招待出品-　井上 有一、王 学伸
- 第6回 2013年 9月4日～9月8日 三鷹市芸術文化センター

参加作家：石川 千乃、一 了、海上 晴安、岡村千登勢、加藤 秀麻、クラウディア・シュピールマン、是枝 千恵子、桜井 裕己、佐々木 豊明、三代目魚武濱田成夫、トーマス・バウムヘルケ、日野 公彦、平蔵、山本 尚志、呂子真
-招待出品-　井上 有一、ニコライ・ウェルシュ
- 第7回 2015年7月1日 - 5日 三鷹市芸術文化センター

参加作家：石川千乃、一 了、魏墨、海上 晴安、黄 柏龄、加藤秀麻、クラウディア・シュピールマン、是枝千恵子、佐々木 豊明、三代目魚武濱田成夫、張業宏、トーマス・バウムヘルケ、中嶋 宏行、ハシグチリンタロウ、日野公彦、平蔵、本城研石、森本 順子、山口 芳水、山本尚志、湯上久雄、李潔、李炘、呂子真
-招待出品- 井上 有一、ニコライ・ウェルシュ
- 第8回 2017年6月7日 - 11日 三鷹市芸術文化センター[2]

参加作家：石川 千乃、一 了、魏墨、海上 晴安、加藤 秀麻、桐 洋生、グウ ナカヤマ、久保山 泰子、クラウディア・シュピールマン、是枝 千恵子、佐々木 豊明、三代目魚武濱田成夫、トーマス・バウムヘルケ、中嶋 宏行、ハシグチリンタロウ、  日野 公彦、平蔵、本城 研石、森本 順子、山本 尚志、湯上 久雄、横溝 幸治、李潔、呂子真、張璐
-招待出品- 井上 有一、沈 勤
- 第9回 2019年12月4日 - 8日 三鷹市芸術文化センター

参加作家：石川千乃、一 了、魏墨、加藤秀麻、桐洋生、グウナカヤマ、久保山泰子、クラウディア・シュピールマン、小林真由香、是枝千恵子、三代目魚武濱田成夫、張二蘇、張子山、すずきのりこ、曽田浩隆、谷村優希、トーマス・バウムヘルケ、ハシグチリンタロウ、Haru Yamaguchi、日野公彦、平蔵、本城研石、増田達治、山本尚志、李潔、李暁燕、呂子真、渡部大語
-招待出品- 井上有一、海上晴安
- 第10回 2021年6月9日 - 13日 東京芸術劇場

参加作家：石川 千乃、一 了、王勇、加藤 秀麻、木下勝弘、魏墨、クラウディア・シュピールマン、是枝 千恵子、千登勢、張子山、トーマス・バウムヘルケ、李潔、李暁燕、呂子真
-招待出品- 井上 有一、トーマス・バイルレ、水田耕衣
- 第11回 2023年6月6日 - 11日 東京芸術劇場

参加作家：